# Dyszkant

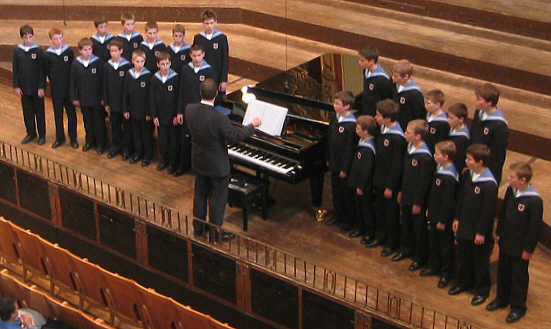
Wiedeński chór chłopięcy podczas koncertu

Dyszkant – termin muzyczny; odmiana wysokiego głosu ludzkiego. Najczęściej głos ten posiadają chłopcy przed mutacją (w języku angielskim dyszkant to „sopran chłopięcy” – boy soprano, choć w przypadku chórów mieszanych częściej stosuje się określenie treble).

## Charakterystyka

### Skala
Dyszkant nie ma ściśle określonej skali. W zasadzie jest równy sopranowi, jednak od śpiewających tym głosem wymaga się zazwyczaj mniejszej skali, zazwyczaj nie wykraczającej w górnym zakresie poza skalę mezzosopranu bądź też sopranu chóralnego (średnio dyszkanty osiągają „a” dwukreślne, A5), w dolnym rejestrze zachowując skromne rezerwy do „b” w oktawie małej. Stosunkowo rzadko zdarza się, by dyszkanty śpiewając sięgały do oktawy trzykreślnej. W przeciwieństwie do altu nie plasuje się w naturalnej skali głosu mówionego.
Dzieci, podobnie jak dorośli, mogą swoją naturalną skalę głosu poszerzyć używając technik opartych na falsecie, bądź też rejestrze gwizdkowym. Przykładowo, 12-letni Afanasy Prokhorov (w rzeczywistości alt), jeszcze przed mutacją, występując na scenie był w stanie czysto i biegle operować skalą głosu do cis czterokreślnego.

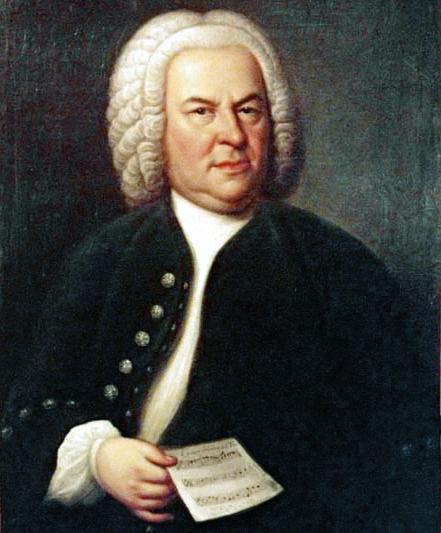
Jeden z najwybitniejszych artystów w dziejach muzyki; Jan Sebastian Bach, rozpoczynał swoją karierę muzyczną jako znakomity sopran chłopięcy (Mettenchor przy kościele św. Michała w Lüneburgu). Później współpracował z młodymi artystami, bardzo często wykorzystując ich głosy.

### Podłoże
Specyficzne brzmienie dyszkantu wiąże się nie tylko z długością i grubością strun głosowych, ale także ogólnie z charakterystyczną dla wieku dziecięcego budową ciała (mniejsza pojemność rezonatorów – jamy ustnej, płuc itp.), a nawet z dziecięcą osobowością.
W okresie przed dojrzewaniem, u obu płci struny głosowe nie są w pełni wykształcone, dzięki czemu jest możliwe osiągnięcie skali dyszkantu zarówno przez chłopców, jak i dziewczęta. Po mutacji, mężczyźni śpiewają głosami męskimi, bądź też w dalszym ciągu głosem wysokim, stosując odpowiednie techniki (falset lub kontratenor). U płci przeciwnej zaś, dyszkant przekształca się w sopran lub mezzosopran i alt, w przypadku fizjologicznego pogrubienia strun oraz ich wydłużenia w okresie dojrzewania.
Z reguły dyszkant jest głosem w pewnym sensie uboższym od sopranu, odznacza się większą prostotą, wręcz surowością, mniejszą głębią, pozbawiony vibrata. W muzyce chóralnej nabiera nowego oblicza; chłopięce chóry cieszą się na całym świecie popularnością i uznaniem. Fenomen chórów chłopięcych nie znajduje odpowiednika wśród śpiewu dziewczęcego.
Dyszkant cechuje w górnym rejestrze jasna, niezwykle czysta barwa, klarowność. W związku z celowym i warunkowym ograniczeniem rejestru piersiowego i bazowaniu głównie na rejestrze głowowym, krystaliczny, dźwięcznie brzmiący głos w oktawie dwukreślnej traci atrakcyjność w oktawie razkreślnej gasnąc u jej podstawy. W porównaniu z głosami kobiecymi, dyszkant jest bliższy sopranowi lirycznemu niż dramatycznemu, zarówno ze względu na ubarwienie, jak i wymagania interpretacyjne.

### Dyszkanty w chórach

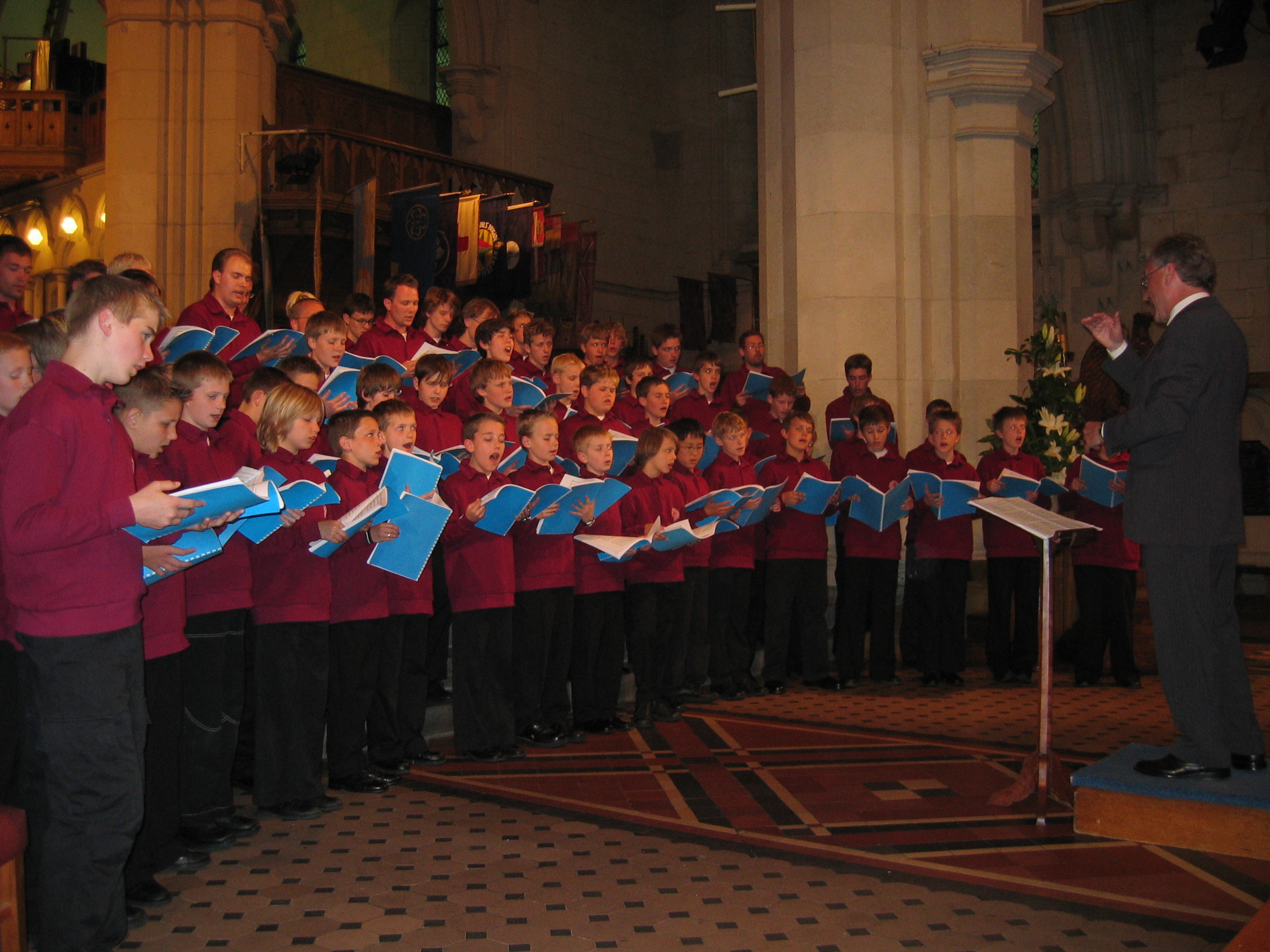
Chór chłopięco-męski

Profesjonalne chóry chłopięce przeważnie współpracują z chórzystami dorosłymi (basy, tenory, czasem męskie alty i okazjonalnie soprany kobiece). Profesjonalne chóry mieszane (dyszkanty chłopięce i dziewczęce) są raczej rzadkością (np. Salisbury Cathedral Choir).
W Polsce najpopularniejszym chórem chłopięcym były Polskie Słowiki, jednak większym dorobkiem i dłuższą tradycją szczycą się Poznańskie Słowiki. Na świecie najpopularniejszym chórem chłopięcym jest posiadający ponad 500-letnią tradycję Wiedeński Chór Chłopięcy.
Na świecie istnieje około 900 klasycznych chórów dyszkantowych. Zdecydowanie najwięcej chórzystów szkoli się w Wielkiej Brytanii, gdzie jest również najwięcej klasycznych chórów chłopięcych (blisko 200). Również w Stanach Zjednoczonych liczba chórów chłopięcych (co najmniej 170) i chórzystów jest znacząca. Inne państwa przodujące w liczbie chórów to Francja, Niemcy, Kanada, Holandia, Szwecja, Hiszpania i Austria. Uwzględniając stosunek liczby mieszkańców do liczby chórów uzyskujemy kolejność – Wielka Brytania, Szwecja, Irlandia (wszystkie na podobnym pułapie), Holandia, Austria, Szwajcaria, Kanada, Dania, Francja.

### Problemy
- Wiek dojrzewania płciowego, a co za tym idzie – mutacji głosu u chłopców i zakończenia dyszkantowej kariery ulega obniżeniu. Wpływa to bardzo poważnie na szkolenie chórzystów, którzy mają mniej czasu, by doprowadzić swoje możliwości wokalne do perfekcji. Szczyt możliwości wokalnych przypada na młodszy wiek i co za tym idzie- ograniczenia fizyczne (budowa ciała) są większe.
- W związku z obniżeniem wieku mutacji spada motywacja do ciężkiej pracy nad kształtowaniem dyszkantowego głosu.
- Śpiew wysokim chłopięcym głosem w opinii publicznej staje się czym bardziej egzotycznym, zwłaszcza w świadomości młodych ludzi budzącym mieszane uczucia. Utalentowani chłopcy kształcąc swój głos muszą przezwyciężyć dodatkową barierę w tym względzie, czasem spotykając się wręcz z prześladowaniami rówieśników[4].
- Chórzyści muszą pożegnać się z pięknym, wypracowanym latami szkolenia głosem; mogą więc zderzyć się z takimi problemami, jak zaburzenia depresyjne, załamanie psychiczne.
- W 2003 roku wytoczono proces kierownikowi artystycznemu i głównemu dyrygentowi chóru Polskie Słowiki, Wojciechowi Kroloppowi o molestowanie seksualne małoletnich chórzystów[5]. Polskie Słowiki były niezwykle ważnym ośrodkiem kształcenia głosów chłopięcych, a sam oskarżony uchodził za znakomitego specjalistę. Nagłośniona przez media afera wpłynęła negatywnie na ideę chórów chłopięcych, powodując kryzys zaufania.

## Różnice

### Dyszkant chłopięcy a dziewczęcy

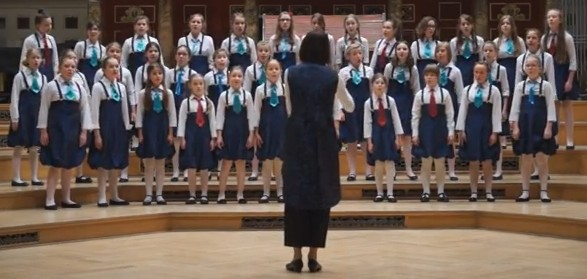
Chór dziewczęcy Skowroneczki

Różnice w dyszkancie chłopięcym i dziewczęcym znajdują swe podłoże w dymorfizmie płciowym. Różnice w objętości rezonatorów, w szczególności płuc, umięśnieniu (przepona, mięśnie odpowiedzialne za pracę krtani) dały szczególny wyraz w epoce baroku, gdy dorośli śpiewacy-kastraci wyróżniali się na tle sopranów kobiecych siłą głosu, jego barwą, właściwościami oddechowymi, klarownością i elastycznością głosu, skalą i biegłością koloraturową.
W związku z tym, że różnice w budowie ciała u chłopców i dziewcząt w okresie przed dojrzewaniem nie są tak znaczne, jak w życiu dorosłym, także różnice w wokalistyce nie przybierają tak znaczących rozmiarów, nie mniej jednak już są widoczne i nasilają się w miarę upływu lat.
Już w wieku 9 lat płuca chłopców są większe od dziewczęcych o około 15%. Chłopięce dyszkanty znacznie częściej wykonują utwory wymagające biegłości koloraturowej, wysokiej skali wykazując się przy tym nierzadko wirtuozerią, sięgając do trudniejszego repertuaru klasycznego i dysponując większą różnorodnością w zakresie barwy głosu.
Odniesienie sukcesu przez śpiewającego dyszkantem chłopca w znacznym stopniu uzależnione jest od wieku, w jakim zacznie przechodzić mutację głosu. W wypadku późniejszego dojrzewania płciowego u uzdolnionych młodych śpiewaków istnieje możliwość wypracowania umiejętności wokalnych, na poziomie umożliwiającym angaż w profesjonalnych rolach operowych: Alois Mühlbacher w wieku 15/16 lat występował na deskach Wiedeńskiej Opery Państwowej jako Oberto w „Alcinie” (Georg Friedrich Händel).

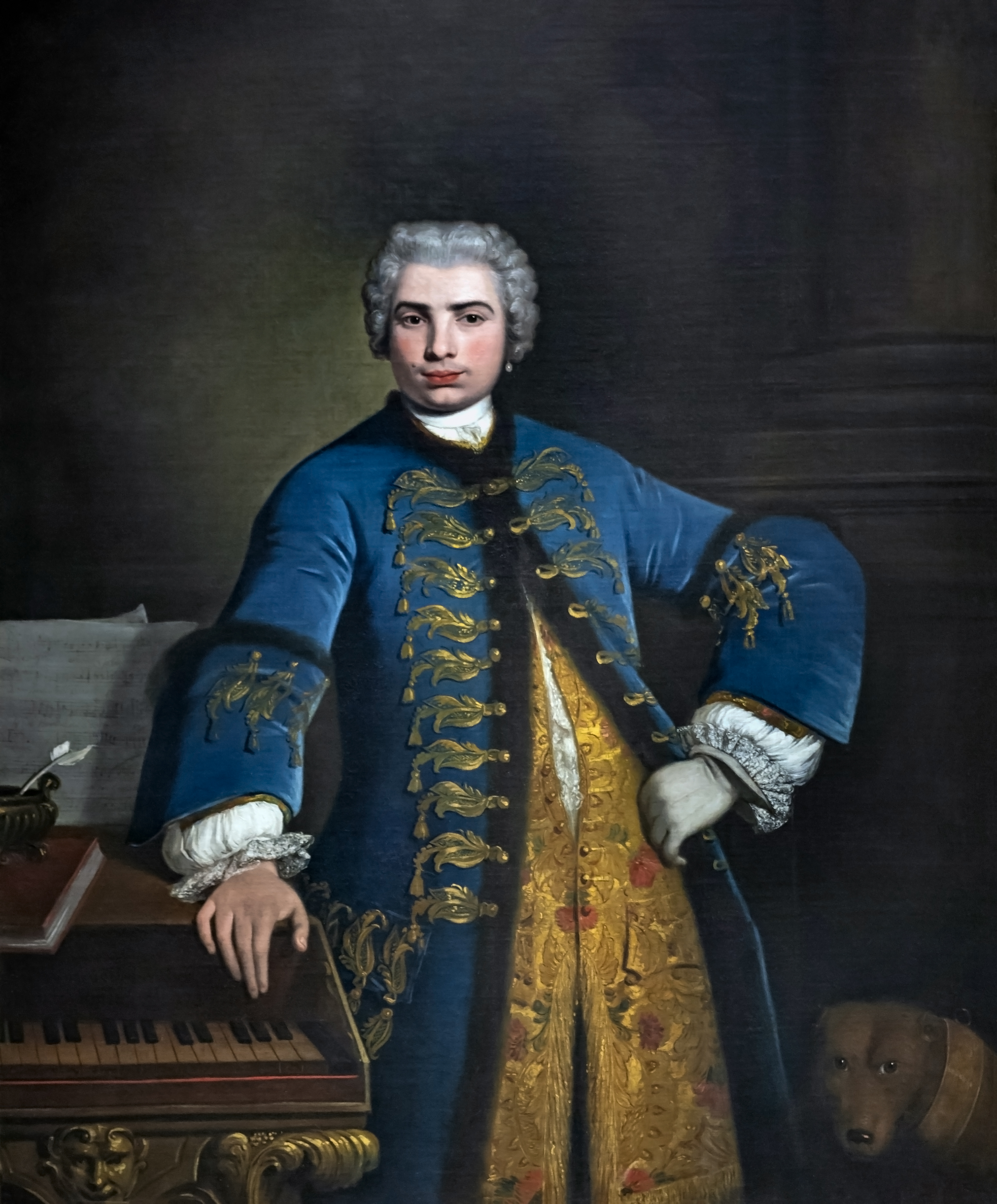
Carlo Broschi rozpoczynał profesjonalną karierę w wieku 15 lat, a więc jeszcze jako dojrzały sopran chłopięcy

### Dyszkant a kastrat
Sam proces kształtowania strun głosowych w okresie dojrzewania związany jest ściśle ze zmianami hormonalnymi. Możliwe jest więc utrzymanie naturalnego, wysokiego głosu przez całe życie u chłopców i mężczyzn, pod warunkiem wykonania kastracji w okresie przed mutacją, tj. chirurgicznego usunięcia jąder, które są gruczołami kluczowymi w procesie wytwarzania męskich hormonów, biorących udział w procesie kształtowania się strun. Zabieg taki jednak nie jest w stanie utrzymać umiejętności śpiewania dyszkantem – nawet po kastracji głos, choć utrzymuje swoją wysokość, to jednak zmienia swą siłę, barwę, dynamikę dojrzewając do sopranu.
Błędnym i niosącym za sobą rozliczne żarty i dowcipy jest przekonanie, iż usunięcie rozrodczych gruczołów męskich w każdym okresie życia spowoduje uzyskanie głosu podobnego do dyszkantu. Mutacja raz przebyta kształtuje bezpowrotnie struny głosowe. Nie jest to proces odwracalny, jak często się sądzi na ten temat.

### Dyszkant a sopran kobiecy
Niektóre soprany kobiece kojarzone są z głosem chłopięcym. Sopranistki takie jak Emma Kirkby, Maria Keohane czy Ruth Holton obdarzone są głosem przypominającym dyszkant chłopięcy.

### Dyszkant a muzyka dziecięca

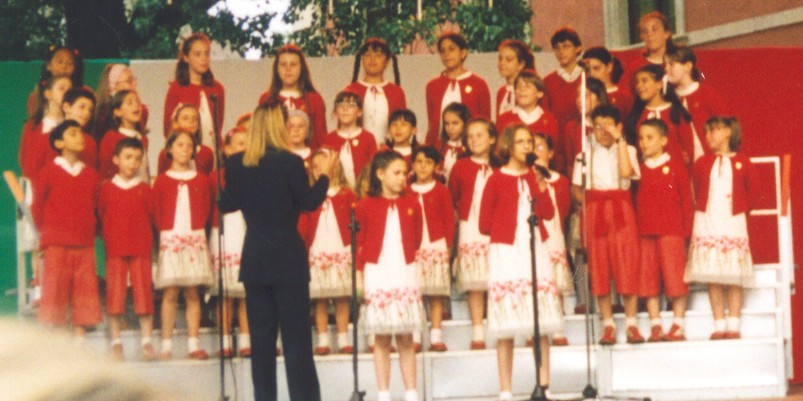
Chór dziecięcy Piccolo Coro dell’Antoniano

Dyszkant, pomimo dziecięcego charakteru i młodego wieku śpiewaków, dąży do klasycznej doskonałości i nie jest głosem białym, który – pomimo często dobrego poziomu technicznego – jest charakterystyczny dla większości popularnych wokalistów i zespołów dziecięcych. Mają one charakter amatorski, rozrywkowy oraz pełnią funkcje wychowawcze i edukacyjne.

## Umiejscowienie w kulturze

### Miejsce sopranów chłopięcych w muzyce klasycznej
Soprany chłopięce w epoce baroku były niezwykle silnie osadzone w muzyce wokalnej, zarówno w środowiskach, gdzie kobiety nie mogły publicznie śpiewać, jak i tam, gdzie nie istniały jakiekolwiek ograniczenia w tym względzie, odnotowując swój udział we wszystkich formach muzycznych, począwszy od opery, a skończywszy na drobnych formach muzycznych.
Współcześnie wiele sopranów chłopięcych współpracuje z Academy of Ancient Music, Taverner Consort and Players, Ars Antiqua Austria, z takimi muzykami, jak Emma Kirkby, Nikolaus Harnoncourt, James Thomas Bowman, René Jacobs, Christopher Hogwood, Marc Minkowski, Jordi Savall, i w niektórych sytuacjach wciąż stanowią alternatywę dla głosów dojrzałych.
Nikolaus Harnoncourt w jednym z wywiadów wyraził opinię, że najlepsze soprany chłopięce co najmniej dorównują pod względem muzykalności sopranom kobiecym. Nie precyzując tego poglądu, przeprowadzający z Harnoncourtem wywiad, Bernard Jacobson zwrócił uwagę na to, że głos chłopięcy zdecydowanie lepiej współbrzmi z dawnymi instrumentami muzycznymi.
Sceptycznie co do możliwości współczesnych sopranów chłopięcych odnosi się inny przedstawiciel autentyzmu, Ton Koopman, argumentując, że Jan Sebastian Bach mógł współpracować z sopranami chłopięcymi dzięki temu, że w jego czasach śpiewacy ci przechodzili mutację w znacznie późniejszym wieku (śpiewając do 17, a nawet 18 roku życia). Podkreślał także, że nagranie kantat Bacha przez soprany chłopięce (projekt Nikolaus Harnoncourt) okupione było ogromną pracą. Niekiedy jedna aria była nagrywana wiele godzin
Dyrektor muzyczny New College, Edward Higginbottom, stwierdził w wywiadzie, że chórzyści będący w wieku 10-13 potrafią śpiewać tak dobrze, jak dorośli.

### Miejsce sopranów chłopięcych w muzyce popularnej
Soprany chłopięce w muzyce popularnej gatunku crossover odgrywają istotne znaczenie. Znajdują tu jednak pewną przeciwwagę ze strony głosów dziewczęcych, czasami wręcz ustępując im popularnością (Jackie Evancho, Charlotte Church, Faryl Smith).
Do bardziej znanych przedstawicieli gatunku crossover zaliczyć można takich wykonawców, jak: Andrew Johnston, Richard Bonsall, Aled Jones (jednocześnie bardzo silnie osadzony w wykonawstwie klasycznym, historycznym, jak i znany z utworów popularnych), Jean-Baptiste Maunier, Joseph McManners, a nade wszystko chórzyści z zespołu Libera, czy też The Choirboys.
Bardzo często zdarza się, że mylnie do tej kategorii zalicza się takich wykonawców, jak młodociani Justin Bieber, Michael Jackson, Robertino Loreti, faktycznie śpiewających wyłącznie altem (nieklasycznym).

### Sopran chłopięcy w filmie
- Film polski z 1966 roku „Poznańskie Słowiki” opowiada o losach 12-letniego chłopca, chórzysty przeżywającego problemy rodzinne[12].
- Gérard Barbeau w wieku 14 lat zagrał główną rolę w filmie „Le Rossignol et les Cloches” (The Nightingale and the Bells).
- James Rainbird, wspólnie z chórem Ambrosian Junior Choir, użyczył swojego głosu w filmie Stevena Spielberga „Imperium słońca”. Najbardziej znanym utworem, wykorzystanym w filmie, jest walijska kołysanka „Suo Gân”.
- Film „Hannibal”, z 2001 roku, zawiera ścieżkę muzyczną z nagraniem Steven Geraghty z zespołu Libera
- Bałwanek (ang. The Snowman) – film animowany, zawiera słynny utwór „Walking in the Air” (sopran chłopięcy Peter Auty).
- „Pan od muzyki” (2004) – Jean-Baptiste Maunier, sopran chłopięcy.

## Utwory dyszkantowe

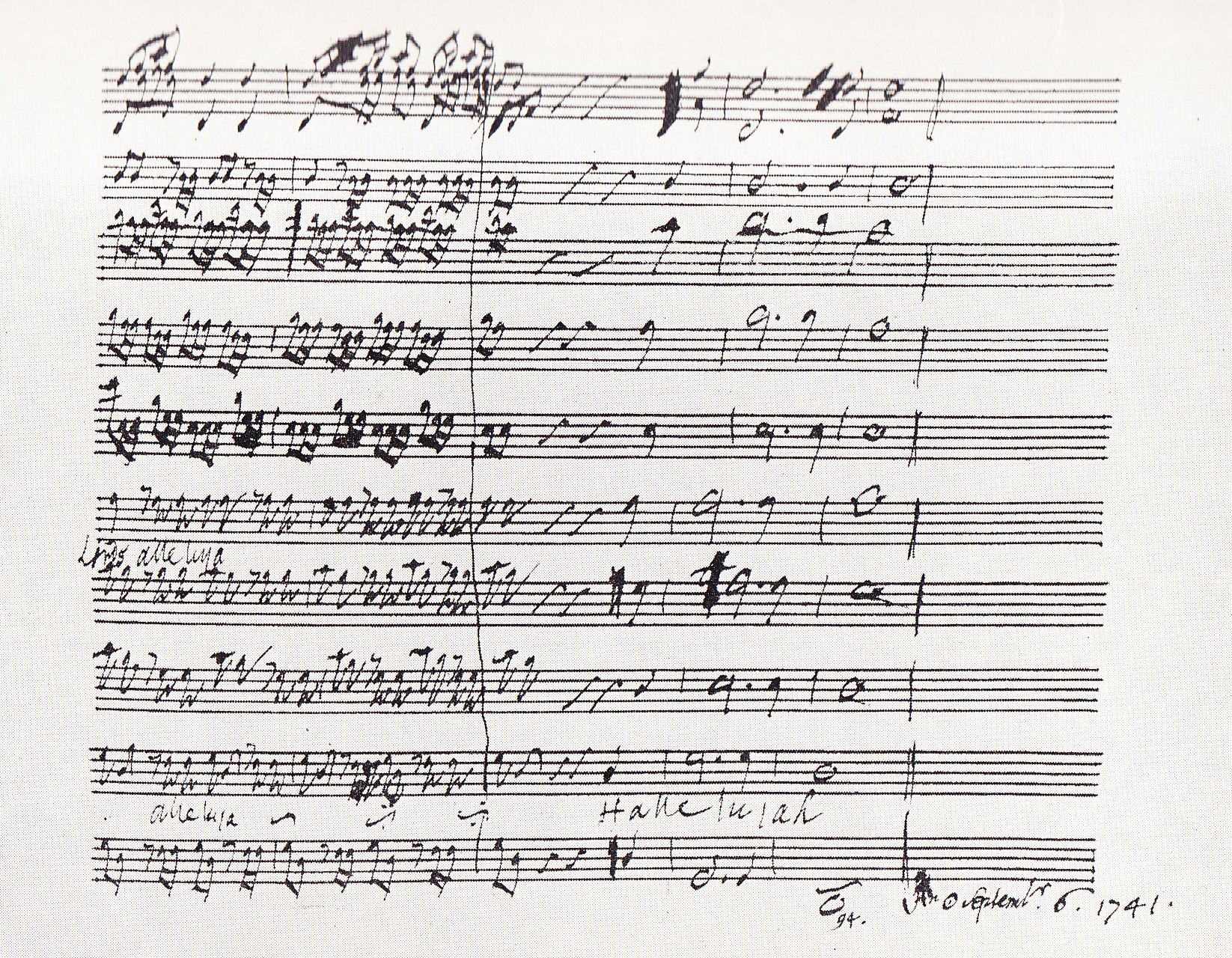
Rękopis Mesjasza (Alleluja), jednego z najsłynniejszych oratoriów, w którym wykorzystano soprany chłopięce

### Wybrane utwory muzyczne skomponowane dla sopranów chłopięcych
- Rola Głos leśnego ptaka (Stimme des Waldvogels) w operze Wagnera Zygfryd, ostatecznie wykonana przez sopran kobiecy[13],
- Rola Oberto w operze Alcinia Georga Friedricha Händla (trzy arie, recytatywy) – pierwszym odtwórcą piętnastoletni William Savage
- Trzej chłopcy w operze Czarodziejski flet Wolfganga Amadeusa Mozarta – pierwotnie obok obsady kobiecej (Anna Schikaneder) głosy chłopięce – Anselm Handelgruber i Franz Anton Maurer[14],
- Joas w Athalii Georga Friedricha Händla,
- La Fortuna w operze Giustino Georga Friedricha Händla,
- La Childerico w operze Faramondo Georga Friedricha Händla,
- Role Melii i Hiacynta w operze Apollo i Hiacynt (Wolfgang Amadeus Mozart),
- Rola Miles w operze W kleszczach lęku (Benjamin Britten),
- Partie chóralne w różnych oratoriach, w tym w słynnym Mesjaszu Georga Friedricha Händla (w wersji z 1751 roku w wykonaniu sopranów chłopięcych także partie solowe)[15],
- Różne kantaty i inne formy muzyczne, zwłaszcza związane z tematyką sakralną.

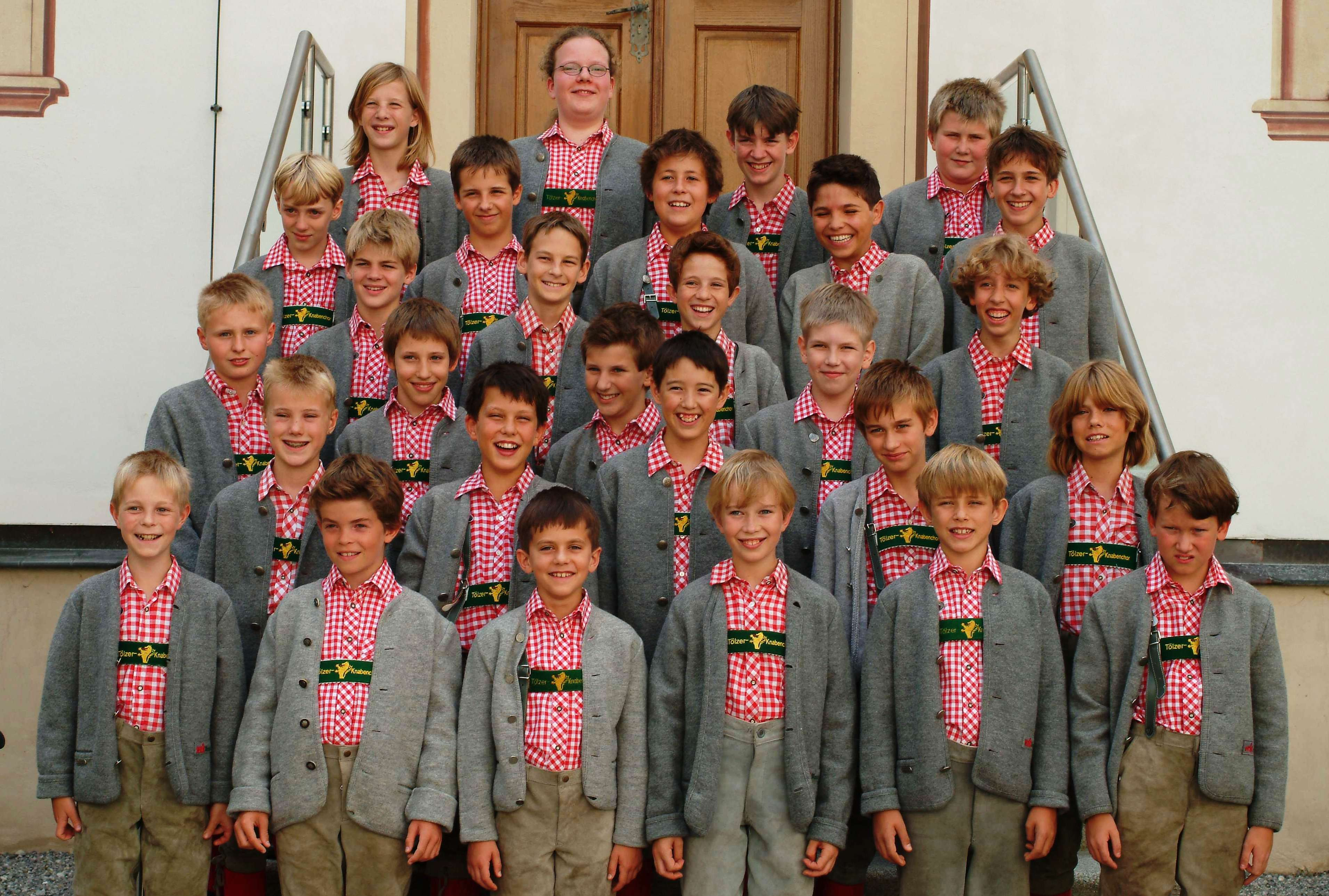
Chór Tölzer Knabenchor słynie z wykonawstwa wymagającego repertuaru muzyki dawnej

### Wybrane nagrania studyjne sopranów chłopięcych zawierające wykonania wirtuozerskie o znacznej wartości muzycznej
- Nelson Mass (Joseph Haydn) w wykonaniu Choir of New College, partie solowe – Jonty Ward[16]

- Cała kantata Haendla „Gloria” w wykonaniu czternastoletniego Lorin Wey, Laudate Pueri (Oehms Classics OC 350, CD) October 2004[17] Należy zaznaczyć, że utwór ten po odnalezieniu w 2001 roku w opinii krytyków miał być poważnym wyzwaniem dla dojrzałych sopranów kobiecych[18] Ostatnia część kantaty w większości składa się z brawurowych biegników, tryli, ozdobników[19] i wymaga od śpiewaka perfekcyjnego wyczucia rytmu, wytrzymałości, biegłości koloraturowej przy znaczących wymaganiach interpretacyjnych (obecnie doczekaliśmy się zaledwie kilku studyjnych nagrań kobiecych tegoż utworu).
- Cała Kantata 51 Johanna Sebastiana Bacha w wykonaniu Clint Van Der Linde, Allan Bergius i Augstin Serraz[20]. Jest to jedna z najtrudniejszych kantat Bacha, wymagająca niezwykłej wirtuozerii, wyczucia rytmu i wytrzymałości w pierwszej i ostatniej części, w pozostałych – głębokiej interpretacji; w całej historii zarejestrowano około 87 jej nagrań w tym wspomniane wyżej (brak nagrań należących do kontratenorów)[21].
- Motet Exsultate Jubilate K165 w wykonaniu Clint van der Linde[22]
- Cała opera Apollo & Hyacinthus w wykonaniu chórzystów Tölzer Knabenchor (między innymi Christian Fliegner, Sébastien Pratschke, Allan Bergius)[23]
- Jeden z najwybitniejszych przedstawicieli Wykonawstwa historycznego – Nikolaus Harnoncourt w latach 1971-1990 razem z Gustavem Leonhardtem zarejestrował wszystkie kantaty Johanna Sebastiana Bacha, w zdecydowanej większości z wykorzystaniem sopranów chłopięcych (różni artyści).
- Liczne rejestracje utworów Heinricha Schütza w wykonaniu Tölzer Knabenchor[24]
- Bejun Mehta jako sopran chłopięcy nagrał płytę z ariami bel canta, między innymi trudną ze względu na wymagania koloraturowe i oddechowe arię So Shall the Lute and harp Awake z oratorium Juda Machabeusz[25].
- liczne interpretacje różnych utworów w wykonaniu Alois Mühlbacher, Max Emanuel Cenčić, Peter Dijkstra, Connor Burrowes, Dionizy Płaczkowski, Aled Jones i innych.

## Prestiżowe nagrody w muzyce klasycznej dla sopranów chłopięcych
Kilkukrotnie soprany chłopięce zostały nagrodzone prestiżowymi nagrodami przyznawanymi niemalże wyłącznie dojrzałym artystom, wspólnie z dorosłymi wykonawcami:
- 1987 Gramophone Award – Aled Jones (jako sopran chłopięcy)/ Choir of New College, Athalia (Händel); współpraca z Academy of Ancient Music, między innymi z Emmą Kirkby[26]
- 1987 Gramophone Award – Symfonia 8 Mahlera, Tiffin School Boys’ Choir[26]
- 1992 Gramophone Award – Britten. War Requiem, Op. 66; Sinfonia da Requiem, Op. 20; Ballad of Heroes, Op. 14. Harper, Langridge, Hill, Shirley-Quirk. St Paul’s Cathederal Choristers, London Symphony Orchestra and Chorus. Richard Hickox[27].
- 1997 Gramophone Award – (najlepiej sprzedająca się płyta klasyczna – Agnus Dei, New College Choir, Oxford / Higginbottom, Erato) – Choir of New College[28]
- 1998 Gramophone Award – (Martin, Pizzetti, Die Schöpfung) Westminster Cathedral Choir
- 2001 Gramophone Award – (muzyka wokalna baroku, Bach, Pasja św. Mateusza) – Wiedeński Chór Chłopięcy
- 2008 Gramophone Award (w kategorii muzyki dawnej) – Choir of New College.